# Les Clark
Leslie James Clark, conhecido como Les Clark (Ogden, 17 de novembro de 1907 — Santa Bárbara, 12 de setembro de 1979) foi um animador e diretor norte-americano, o primeiro dos Os Nove Anciões dos estúdios Disney. Juntou-se à empresa em 1927, e foi o único animador que trabalhou na época da criação de Mickey Mouse com Ub Iwerks.

## Os estúdios Disney
Em 1927, depois de graduar-se na Venice High School, Clark procurou Disney e pediu-lhe um emprego "temporário" em seu estúdio. "Traga alguns dos seus desenhos e deixe-me vê-los", disse Disney. Ele foi aprovado. Walt admirou seu estilo de linha "rápida, destro" e empregou-o.
O emprego "temporário" durou quase meio século. Quando Clark se aposentou em 1975, era um animador sênior e diretor, e o funcionário mais antigo da Walt Disney Productions.
Durante o primeiro ano de Clark no estúdio, trabalhou nas mais baixas posições da indústria: em seus primeiros seis meses foi operador de câmera. A seguir, passou outros seis meses como colorista, isto  é, passou centenas de desenhos a lápis para folhas de acetato a tinta, colorindo-os então no verso da folha com cores opacas: branco, preto e cinza apenas, antes da invenção do Technicolor.

## Referência bibliográfica
- Canemaker, John. (2001). Walt Disney's Nine Old Men and the Art of Animation. New York, NY: Disney Editions. ISBN 0-7868-6496-6